# Lodewijk Ernest van Egmont
Lodewijk Ernest van Egmont (Louis Erneste d'Egmont) (1665 - Brussel, 17 september 1693) was 10e graaf van Egmont en 6e prins van Gavere. 

## Biografie
Hij was de oudste zoon van Lodewijk Filips van Egmont en Maria Ferdinanda van Croÿ; zijn broer was Procopo Frans van Egmont en zijn zus Maria Clara van Egmont. Hij huwde op 10 februari 1687 met Maria Theresia van Arenberg (1666-1716), de zus van de hertog van Arenberg, en tevens de jonge weduwe van Ottone Enrico del Carretto, gouverneur van de Nederlanden.
 
Hij werd in 1687 tot grande van Spanje verheven en werd in hetzelfde jaar ridder van het Gulden Vlies. Hij werd in 1692 tijdens de Negenjarige Oorlog tegen Frankrijk generaal van de cavalerie van het Spaanse leger van Vlaanderen van koning Karel II van Spanje. Lodewijk Ernest overleed op 17 september 1693 op 28-jarige leeftijd. Maria Theresia bleef voor de tweede maal in haar leven als kinderloze weduwe achter. Lodewijk Ernest werd begraven in Brussel bij de Ongeschoeide Karmelietessen.